# Curly Lambeau
Earl Louis « Curly » Lambeau (9 avril 1898 à Green Bay - 1er juin 1965) fut le fondateur et le premier entraîneur des Packers de Green Bay, équipe professionnelle de football américain.

## Biographie
Lambeau, en compagnie de George Whitney Calhoun, constitue les Packers en 1919 alors qu'il était employé de l'Indian Packing Company. Les succès de l'équipe la conduisent rapidement à rejoindre la National Football League dès 1921
Lambeau entraîne les Packers en NFL de 1921 à 1949.  Il est aussi un membre de l'équipe de 1921 à 1929.  Durant son mandat à leur tête, il conduit les Emballeurs vers six titres de champion de la National Football League (1929, 1930, 1931, 1936, 1939, 1944).
En 1950 et 1951 il quitte Green Bay pour Chicago et ses Cardinals, franchise résidant alors dans cette ville. Il poursuit ensuite sa carrière d'entraîneur avec les Redskins de Washington pour deux dernières années : 1952 et 1953.
Le stade des Packers de Green Bay construit en 1957 a été rebaptisé Lambeau Field en septembre 1965 à la mémoire de ce premier et fameux entraîneur décédé quelques mois auparavant. Curly Lambeau est entré au Pro Football Hall of Fame dès sa création en 1963.